# 柴田村
柴田村（しばたむら）は、かつて青森県にあった村。

## 沿革
- 1889年（明治22年）4月1日 - 町村制施行により西津軽郡柴田村、中館村、菊川村、千代田村、福原村が合併し、柴田村が発足。
- 1904年（明治37年）4月1日 - 西津軽郡木造町の大字濁川を編入。
- 1955年（昭和30年）3月30日 - 西津軽郡木造町、越水村、川除村、出精村、舘岡村、鳴沢村の一部（大字出来島）と合併し、木造町を新設して消滅。